# ابن جابر الأندلسي
ابن جابر الأندلسي هو شاعر وكاتب وعالم باللغة العربية والبلاغة وُلد عام 1298 في مدينة ألمرية وتُوفّي عام 1378 في مدينة البيرة، له مؤلفات وشروحات طُبع بعضُها ولا يزال بعضُها الآخر مخطوطات لم تُطبع. كان ابن جابر كفيف البصر، وقد يُذكر في بعض المراجع باسم ابن جابر الأعمى أو ابن جابر الضرير.

## نسبه ونشأته
هو شمس الدين أبو عبد الله محمد بن أحمد بن علي بن جابر الأندلسي الهواري المالكي الأعمى، وكان قد عمي بسبب مرض الجُدَريّ الذي عرض له في صغره بعد دخوله المكتب في أواخر السنة الخامسة من عمره.
ولد بالمرية في الأندلس سنة 698 هجرية/1298م، ونشأ بها ودرس على عدد من علمائها في القرآن والنحو والفقه والحديث. 
صحبه إلى الديار المصرية أحمد بن يوسف الغرناطي الرعينيّ فكان ابن جابر يؤلف وينظم، والرعينيّ يكتب. واشتهرا بالأعمى والبصير، ثم دخلا الشام، فأقاما بدمشق قليلا. وتحولا إلى حلب سنة 743 وسكنا «البيرة» بشاطئ الفرات ثم تزوج ابن جابر، فافترقا، ومات الرعيني فرثاه ابن جابر ومات بعده بنحو سنة في «البيرة».
تتلمذ على عدد من الشيوخ مثل:
1. أحمد بن أبي بكر بن عبد الله الأسدي العبشمي
2. أحمد بن علي بن حسن الجزري، أبو العباس الهكاري، 649- 743هـ.[6]
3. خليل بن أيبك الصفدي
4. فاطمة بنت علي بن محمد اليونينية البعلية، بنت الحافظ شرف الدين اليونيني، 665- 730هـ.[7]
5. عبد الله بن محمد بن أبي القاسم فرحون اليعمري
6. علي بن عمر بن إبراهيم القيجاطي، 650- 730هـ.[8]
7. محمد بن سعيد الرندي، محمد الزواوي
8. محمد بن يعيش
9. محمد بن يوسف بن علي بن حيان النفزي
10. يوسف بن الزكي عبد الرحمان المزي

ومن تلاميذه:
1. إبراهيم بن علي بن محمد بن فرحون اليعمري
2. إبراهيم بن محمد بن خليل سبط ابن العجمي
3. عبد الله بن محمد بن أبي القاسم فرحون اليعمري
4. عبد الواحد بن عمر بن عياد الأنصاري الأندلسي
5. محمد بن أحمد ابن الحريري
6. محمد بن علي بن محمد بن عشائر السلمي
7. محمد بن محمد ابن الجزري

## مؤلفاته
ألّف الأندلسي العديد من الكتب منها:
1. «شرح ألفية ابن مالك» فرغ منه 756هـ وفيه (315) شاهداً شعرياً.[9] قال السيوطي: وهو كتاب مفيد يعتني بالإعراب للأبيات، وهو جليل جداً، نافع للمبتدئين.[10] وقال حاجي خليفة أيضاً عن الشرح: (هو شرح مفيد، نافع للمبتدئ، لاعتنائه بإعراب الأبيات، وتفكيكها، وحل عبارته. قال السيوطي: لكنه وقع فيه وهم، تتبعتها في تأليفي المسمى بـ: تحرير شرح الأعمى والبصير).[11]
2. و«شرح ألفية ابن معطي» في ثمانية أجزاء.
3. و«نظم فصيح ثعلب».
4. و«نظم كفاية المتحفظ».
5. وبديعية بقافية الميم من بحر البسيط على طريقة الحلي سماها «الحلة السيرا في مدح خير الورى» وتسمى «بديعية العميان».
6. و«غاية المرام في تثليث الكلام».
7. و«المنحة في اختصار الملحة».
8. و«المقصد الصالح في مدح الملك الصالح».[1]
9. وله ديوان نظم العقدين في مدح سيد الكونين، «نُشِر بتحقيق أحمد فوزي الهيب» في دمشق عام 2005م.
10. وله ديوان شعر مطبوع، «جمعه وحققه أحمد فوزي الهيب» ونُشِر في دمشق عام 2006م.

## شعره
نظم ابن جابر الشعر وأكثر من النظم في المديح النبوي، وله فيه ديوان سماه «العقدين في مدح سيد الكونين». وله مشاركة خصبة في الشعر التعليمي إذ نظم فيه فصيح ثعلب وكفاية المتحفظ وغير ذلك، وله بديعية اشتهرت بين البديعيات، وهي قصائد في المديح النبوي. وهذه القصيدة من أشهر قصائده التي يمدح بها النبي محمدا والتي تضمنت أسماء سور القرآن وقد غلا فيها وتوسل توسّلًا غير مشروع: